# Metopoceras agnellus
Metopoceras agnellus är en fjärilsart som beskrevs av Hans Zerny 1935. Metopoceras agnellus ingår i släktet Metopoceras och familjen nattflyn. Inga underarter finns listade i Catalogue of Life.